# Barbara Frizzarin
Barbara Frizzarin (Cortina d'Ampezzo, 1969) è un'ex sciatrice alpina italiana.

## Biografia
Discesista pura originaria di Cortina d'Ampezzo, in Coppa del Mondo la Frizzarin ottenne il primo piazzamento il 9 gennaio 1993 a Cortina d'Ampezzo (37ª) e il miglior risultato il 26 febbraio successivo a Veysonnaz (34ª); colse l'ultimo piazzamento internazionale di rilievo nella discesa libera di Coppa del Mondo disputata il 14 gennaio 1994 a Cortina d'Ampezzo (60ª). Non prese parte a rassegne olimpiche o iridate.

## Palmarès

### Campionati italiani
- 3 medaglie[1]

:
- - 2 argenti (discesa libera nel 1988; discesa libera nel 1991)
  - 1 bronzo (discesa libera nel 1990)